# Jake Hoffman
Jacob Edward Hoffman, noto come Jake Hoffman (Los Angeles, 20 marzo 1981), è un attore statunitense.

## Biografia
Nasce il 20 marzo 1981 a Los Angeles, in California, figlio dell'attore Dustin Hoffman e della seconda moglie Lisa Hoffman. Ha tre fratelli: Rebecca (1983), Max (1984) e Alexandra (1987).
Ha debuttato giovanissimo al fianco del padre nel film Rain Man - L'uomo della pioggia, ma è principalmente conosciuto per aver interpretato il ruolo di Ben Newman, nella sua versione adulta, nel film del 2006 Cambia la tua vita con un click di Frank Coraci.
Nel 2010 è di nuovo a fianco del padre nel film La versione di Barney di Richard J. Lewis.

## Filmografia parziale

### Cinema
- Rain Man - L'uomo della pioggia (Rain Man), regia di Barry Levinson (1988)
- Hook - Capitan Uncino (Hook), regia di Steven Spielberg (1991)
- Liberty Heights, regia di Barry Levinson (1999)
- Le insolite sospette - Sugar & Spice (Sugar & Spice), regia di Francine McDougall (2001)
- I Heart Huckabees - Le strane coincidenze della vita (I Heart Huckabees), regia di David O. Russell (2004)
- Adam & Eve (National Lampoon's Adam & Eve), regia di Jeff Kanew (2005)
- Cambia la tua vita con un click (Click), regia di Frank Coraci (2006)
- Rosencrantz and Guildenstern Are Undead, regia di Jordan Galland (2009)
- La versione di Barney (Barney's Version), regia di Richard J. Lewis (2010)
- Generation Um..., regia di Mark Mann (2012)
- The Wolf of Wall Street, regia di Martin Scorsese (2013)
- Tutto può accadere a Broadway (She's Funny That Way), regia di Peter Bogdanovich (2014) – cameo
- La vita dopo i figli (Otherhood), regia di Cindy Chupack (2019)
- The Irishman, regia di Martin Scorsese (2019)
- Sam & Kate, regia di Darren Le Gallo (2022)

### Televisione
- Californication – serie TV, un episodio (2012)
- Luck – serie TV, un episodio (2012)
- Wu-Tang: An American Saga – serie TV, 9 episodi (2019-2023)

## Doppiatori italiani
Nelle versioni in italiano delle opere in cui ha recitato, Jake Hoffman è stato doppiato da:
- Andrea Mete in La versione di Barney, The Wolf of Wall Street
- Emiliano Coltorti in Californication, Sam & Kate
- Gianluca Crisafi in La vita dopo i figli, Wu-Tang: An American Saga
- Mirko Mazzanti in Adam & Eve
- Fabrizio Manfredi in Cambia la tua vita con un click
- Alessandro Campaiola in Luck
- Alessandro Budroni in The Irishman